# Баєрбрунн
Баєрбрунн (нім. Baierbrunn) — громада в Німеччині, розташована в землі Баварія. Підпорядковується адміністративному округу Верхня Баварія. Входить до складу району Мюнхен.
Площа — 7,21 км2. Населення становить 3317 ос. (станом на 31 грудня 2020).